# Tambak Lau Mulgap I
Tambak Lau Mulgap I is een bestuurslaag in het regentschap Karo van de provincie Noord-Sumatra, Indonesië. Tambak Lau Mulgap I telt 2147 inwoners (volkstelling 2010).